# Municipio de Lehigh (condado de Carbon)
El municipio de Lehigh (en inglés: Lehigh Township) es un municipio ubicado en el condado de Carbon en el estado estadounidense de Pensilvania. En el año 2000 tenía una población de 527 habitantes y una densidad poblacional de 7.8 personas por km².

## Geografía
El municipio de Lehigh se encuentra ubicado en las coordenadas 40°55′00″N 75°47′29″O / 40.91667, -75.79139.

## Demografía
Según la Oficina del Censo en 2000 los ingresos medios por hogar en la localidad eran de $40,000 y los ingresos medios por familia eran $43,333. Los hombres tenían unos ingresos medios de $32,083 frente a los $26,042 para las mujeres. La renta per cápita para la localidad era de $17,883. Alrededor del 10,8% de la población estaban por debajo del umbral de pobreza.